# Кавакамі Наоко
Кавакамі Наоко (яп. 川上 直子; нар. 16 листопада 1977) — японська футболістка. Вона грала за збірну Японії.

## Клубна кар'єра
У 1990 році дебютувала в «Тасакі Пелуле». В 2005 року вона перейшла до «Ніппон ТВ Белеза». Наприкінці сезону 2006 року вона завершила ігрову кар'єру.

## Виступи за збірну
Дебютувала у збірній Японії 16 березня 2001 року в поєдинку проти Китайського Тайбею. У складі японської збірної учасниця жіночого чемпіонату світу 2003 року та Літніх олімпійських ігор 2004 року. З 2001 по 2005 рік зіграла 48 матчів в національній збірній.

## Статистика виступів
| Збірна Японії | Збірна Японії | Збірна Японії |
| Рік           | Матчі         | Голи          |
| ------------- | ------------- | ------------- |
| 2001          | 10            | 0             |
| 2002          | 10            | 0             |
| 2003          | 14            | 0             |
| 2004          | 10            | 0             |
| 2005          | 4             | 0             |
| Загалом       | 48            | 0             |